# Massimiliano Gallo
Massimiliano Gallo (Nápoles, 19 de junio de 1968) es un actor italiano.

## Biografía
Debutó en el teatro a los cinco años y a los diez ya protagonizaba varias series infantiles de televisión rodadas para RAI. Tras terminar el bachillerato clásico, se matriculó en la Facultad de Letras Modernas, pero sólo se presentó a siete exámenes. Empezó a actuar con la compañía de Carlo Croccolo, compañero de Totò en el cine y amigo de su familia, que le preparó para un examen en el Piccolo Teatro di Milano, superando la primera selección pero no la segunda. En 1988 fundó, junto con su hermano Gianfranco, la "Compagnia Gallo", que cuenta con numerosos éxitos teatrales, como la tragedia de Gabriele D'Annunzio Francesca da Rimini, dirigida por Aldo Giuffré.
En 1997, Carlo Giuffré le eligió para interpretar a Mario Bertolini, papel que en su día fue de Peppino De Filippo, en la comedia de Eduardo De Filippo Non ti pago. La temporada siguiente interpretó a Nennillo en Natale in casa Cupiello, también de Eduardo De Filippo.
En 2002 interpretó al "pelirrojo" en C'era una volta... Scugnizzi, de Claudio Mattone y Enrico Vaime, ganador del premio E.T.I. al mejor musical italiano. En 2005 debutó en televisión con la miniserie Cefalonia. En 2006 actuó en Bello di Papà con Vincenzo Salemme. Luego protagonizó una comedia en dos actos, también de Vincenzo Salemme, La gente vuol ridere. Tras decidir no presentarse más a audiciones para películas, en 2008 llegó el punto de inflexión cuando Marco Risi le eligió para Fortapàsc, en la que interpretaba al capo Valentino Gionta. Tras la gran visibilidad obtenida, Ferzan Ozpetek le llamó en 2010 para interpretar a Salvatore en Mine vaganti.
En septiembre de 2011 se estrenó en el cine Mozzarella Stories, de Edoardo De Angelis, y ese mismo año protagonizó La kryptonite nella borsa, de Ivan Cotroneo. Alterna el teatro y el cine con la radio y la televisión. Ha grabado dos discos recopilatorios, el primero dedicado a Titina De Filippo y el segundo a Raffaele Viviani.
En 2015 figuró entre los protagonistas de Per amor vostro, de Giuseppe Gaudino, con Valeria Golino, ganadora de la Coppa Volpi en el Festival de Venecia. Al año siguiente, fue el capitán del barco en Onda su onda, tercera película dirigida por Rocco Papaleo.
Desde 2017 es el comisario Luigi Palma en I bastardi di Pizzofalcone y a partir de 2019 es Pietro De Ruggeri en Imma Tataranni - Sostituto procuratore, ambas series de RAI. En 2022 llegó su primer papel protagonista en la serie de RAI Vincenzo Malinconico, avvocato d'insuccesso.

### Vida privada
Hijo del cantante Nunzio Gallo y de la actriz Bianca Maria Varriale, es hermano menor de Jerry, el también actor Gianfranco y Loredana Gallo, madre del actor Gianluca Di Gennaro.
El 3 de diciembre de 2022 se casó con la actriz brasileña Shalana Santana, conocida en Nápoles en 2011; el actor tuvo una hija, Giulia, de su anterior matrimonio.

## Filmografía

### Cine
- No problem, de Vincenzo Salemme (2008)
- Fortapàsc, de Marco Risi (2009)
- Mine vaganti, de Ferzan Özpetek (2010)
- Mozzarella Stories, de Edoardo De Angelis (2011)
- La kryptonite nella borsa, de Ivan Cotroneo (2011)
- Magnifica presenza, de Ferzan Özpetek (2012)
- Invisibili (película), de Federico Di Cicilia      (2012)
- La santa, de Cosimo Alemà (2013)
- Perez., de Edoardo De Angelis (2014)
- All'improvviso un uomo, de Claudio Insegno (2014)
- Si accettano miracoli, de Alessandro Siani (2015)
- Io e lei, de Maria Sole Tognazzi (2015)
- Per amor vostro, de Giuseppe M. Gaudino (2015)
- Effetti indesiderati, de Claudio Insegno (2015)
- Babbo Natale non viene da Nord, de Maurizio Casagrande (2015)
- Onda su onda, de Rocco Papaleo (2016)
- Zeta - Una storia hip-hop, de Cosimo Alemà (2016)
- Vieni a vivere a Napoli, de Guido Lombardi, Edoardo De Angelis, Francesco Prisco (2017)
- La parrucchiera, de Stefano Incerti (2017)
- Nato a Casal di Principe, de Bruno Oliviero (2017)
- Metti una notte, de Cosimo Messeri (2017)
- Veleno, de Diego Olivares (2017)
- Una vita spericolata, de Marco Ponti (2018)
- Una festa esagerata, de Vincenzo Salemme (2018)
- Bob & Marys - Criminali a domicilio, de Francesco Prisco (2018)
- Il sindaco del rione Sanità, de Mario Martone (2019)
- Pinocho (Pinocchio), de Matteo Garrone (2019)
- 7 ore per farti innamorare, de Giampaolo Morelli (2020)
- Villetta con ospiti, de Ivano De Matteo (2020)
- Gli infedeli, de Stefano Mordini (2020)
- Fue la mano de Dios (È stata la mano di Dio), de Paolo Sorrentino (2021)
- Il silenzio grande, de Alessandro Gassmann  (2021)
- Per lanciarsi dalle stelle, de Andrea Jublin (2022)

### Televisión
- Cefalonia, de Riccardo Milani – miniserie de televisión (2005)
- Assunta Spina, de Riccardo Milani – miniserie de televisión (2007)
- El misterio del agua (Il segreto dell'acqua), de Renato De Maria – serie de televisión (2010)
- Il generale dei briganti, de Paolo Poeti – miniserie de televisión (2012)
- Il clan dei camorristi, de Alessandro Angellini y Alexis Sweet – serie de televisión (2013)
- Volare - La grande storia di Domenico Modugno, de Riccardo Milani – miniserie de televisión (2013)
- Un caso di coscienza 5 – serie de televisión (2013)
- Manos dentro de la ciudad (Le mani dentro la città) - serie de televisión (2014)
- Per amore del mio popolo, de Antonio Frazzi – miniserie de televisión (2014)
- Una grande famiglia - serie de televisión (2015)
- The Young Pope, de Paolo Sorrentino - serie de televisión, episodio 6 (2016)
- I bastardi di Pizzofalcone, de Carlo Carlei, Alessandro D’Alatri y Monica Vullo - serie de televisión, 18 episodios (2017-2021)
- Sirene, de Davide Marengo - serie de televisión (2017)
- Imma Tataranni - Sostituto procuratore, de Francesco Amato - serie de televisión (2019-en curso)
- Vincenzo Malinconico, avvocato d'insuccesso, de Alessandro Angelini – serie de televisión (2022)
- Filumena Marturano, de Francesco Amato - telefilme (2022)

## Teatro (parcial)
- Il silenzio grande, de Maurizio De Giovanni, dirección de Alessandro Gassmann (2019, 2022-2023)
- Resilienza 3.0, de Massimiliano Gallo (2021-2022)
- Stasera, punto e a capo!, de Massimiliano Gallo (2022-)
- Amanti, de Ivan Cotroneo (2023-)

## Premios y nominaciones
Nastro d'argento
| Año  | Categoría              | Película                    | Resultado |
| ---- | ---------------------- | --------------------------- | --------- |
| 2016 | Mejor actor de reparto | Per amor vostro             | Nominado  |
| 2020 | Mejor actor de reparto | Il sindaco del rione Sanità | Nominado  |
| 2022 | Mejor actor            | Il silenzio grande          | Nominado  |

Ciak d'oro
| Año  | Categoría              | Película                       | Resultado |
| ---- | ---------------------- | ------------------------------ | --------- |
| 2015 | Mejor actor de reparto | Perez. y Si accettano miracoli | Nominado  |
| 2021 | Mejor actor            | Il silenzio grande             | Ganador   |

Premio Flaiano
| Año  | Categoría            | Película           | Resultado |
| ---- | -------------------- | ------------------ | --------- |
| 2022 | Mejor interpretación | Il silenzio grande | Ganador   |